# Троя (река)
Тро́я (пол. Troja) — река в Польше, правый приток нижней Псины, протекает по территории Глубчицкого и Рацибужского поветов в Опольском и Силезском воеводствах на юге страны.
Длина реки составляет 35,2 км, площадь водосборного бассейна — 229 км². Средний расход воды около Кетша в 7,1 км от устья c 1973 по 1984 года — 0,72 м³/с. Средняя амплитуда колебаний уровня воды около Кетша в 1984 году — 2,47 м.
Троя начинается севернее Брацишува около польско-чешской границы. Течёт в основном на юго-восток. Впадает в Псину на высоте 200 м над уровнем моря около Самборовице.
Основные притоки: Вежбец, Глиник, Калужа, Моравка.